# Tüpfelbärbling
Der Tüpfelbärbling (Danio nigrofasciatus (= schwarzgebändert), Syn.: Brachydanio nigrofasciatus) ist ein kleiner Karpfenfisch, der in Flüssen und kleinen, stehenden Gewässern im nördlichen Birma vorkommt.

## Merkmale
Der Tüpfelbärbling hat einen langgestreckten, aber nicht ganz so schlanken Körper wie die anderen Arten der Gattung und erreicht eine Maximallänge von 4 cm. Weibchen sind matter gefärbt als die Männchen, sind fülliger und werden etwas größer.
Die Grundfarbe der Fische ist oliv- oder hellbraun. Eine goldfarbener Längslinie, die oben und unten blau gesäumt ist, beginnt hinter dem Kiemendeckel und erstrecken sich bis auf die mittleren Schwanzflossenstrahlen. Unterhalb der Linie ist der Tüpfelbärbling blau gefleckt (Name). Der Bauch ist gelbweiß. Die Flossen sind gelblich bis hellbraun, Rücken- und Afterflosse mit hellem Saum, die Afterflosse mit kurzen blauen Strichen. Das Maul ist leicht oberständig. Es wird von zwei Paaren von Barteln flankiert.  
- Flossenformel: Dorsale 2/7, Anale 2/11, Pectorale 15, Ventrale 7.
- Schuppenformel: mLR 28–32.

## Lebensweise
Tüpfelbärblinge leben als Schwarmfische in kleinen fließenden und stehenden Gewässern. Sie sind häufig und halten sich vor allem nah der Oberfläche auf und ernähren sich von Insekten, die auf die Wasseroberfläche gefallen sind, und von Zooplankton.

## Aquaristik
Der Tüpfelbärbling wird nicht so häufig gehalten wie der Zebrabärbling und der Schillerbärbling. Er ist wärmebedürftiger als seine Verwandten.